# تخت الزهرة
التخت أو الكرسي الزهرة (بالإنجليزية:  Receptacle)‏ هو جزء منتفخ من الساق يشكل قاعدة الزهرة.
في علم النبات، التخت هو الجزء المتضخم الذي يوجد في نهاية السويقة وتنتظم عليه الأوراق الزهرية في محيطات متعاقبة تمثل الكأس والتويج والعَطيل والمتاع.

رسم يوضح الأجزاء الرئيسية التي تتكون منها الزهرة الناضجة